# Female on the Beach
Female on the Beach (bra: Frenesi de Paixões) é um filme noir estadunidense de 1955, dos gêneros suspense e drama criminal, dirigido por Joseph Pevney, e estrelado por Joan Crawford e Jeff Chandler. O roteiro de Robert Hill e Richard Alan Simmons foi baseado na peça teatral "The Besieged Heart", do próprio Hill.

## Sinopse
Lynn Markham (Joan Crawford), uma mulher de meia idade, se apaixona por Drummond Hall (Jeff Chandler), um homem mais jovem, depois de se mudar para a casa de praia de seu falecido marido, que morreu empurrado do precipício ali perto. Lynn repensa nas intenções de todas as pessoas ao seu redor ao descobrir que a ex-inquilina da casa, Eloise Crandall (Judith Evelyn), morreu em situações similares com a de seu marido. A mulher, para seu próprio descontentamento, ao ver que Drummond já estava bastante acomodado em sua casa, começa a pensar se ele realmente a ama ou está apenas interessado em seu dinheiro.

## Elenco
- Joan Crawford como Lynn Markham
- Jeff Chandler como Drummond Hall
- Jan Sterling como Amy Rawlinson
- Cecil Kellaway como Osbert Sorenson
- Judith Evelyn como Eloise Crandall
- Charles Drake como Galley, o tenente da polícia
- Natalie Schafer como Queenie Sorenson
- Stuart Randall como Frankovitch
- Marjorie Bennett como Sra. Murchison

## Produção
O roteiro foi baseado na peça teatral não-produzida "The Besieged Heart", de Robert Hill. Albert Zugsmith comprou os direitos de exibição e trabalhou no roteiro ao lado de Hill. Então, ele vendeu o projeto para a Universal, que procurava um veículo para Joan Crawford. O estúdio também contratou Zugsmith para produzir o filme, iniciando um relacionamento com ele que durou vários anos.

## Recepção
Uma crítica no Harrison's Reports disse que o filme oferecia "uma mistura bastante interessante, embora um tanto sórdida, de sexo, assassinato e suspense".
Bosley Crowther, em sua crítica para o The New York Times, deu ao filme uma crítica mista, escrevendo: "O progresso não é mais atraente pelas futilidades de um roteiro banal e pela artificialidade e pretensão do estilo de atuação da Srta. Crawford. No final, o culpado é revelado de forma ridícula. Jan Sterling, Cecil Kellaway e Natalie Schafer são os coadjuvantes que você pode suspeitar remotamente".
Sobre o desempenho do elenco, a revista Variety escreveu: "A carne do drama cai para a Srta. Crawford e Chandler, e eles se saem bem. A personagem da Srta. Sterling é um pouco ingrata, mas é retratada com competência".